# 레슬리 뉴비긴

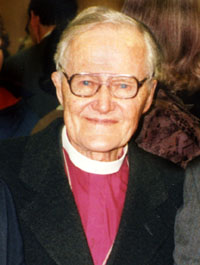

레슬리 뉴비긴(영어: Lesslie Newbigin, 1909년- 1998년) 주교는 영국의 신학자, 선교학자, 선교사 그리고 작가였다. 원래 스코틀랜드 장로교회에서 안수를 받았는데 인도에서 선교활동을 하였으며 남인도 교회와 연합 개혁교회에 소속되었다. 세계 교회 협의회(WCC)를 중심으로 한 에큐메니컬 운동활동가, 작가로도 활동하였다.

## 경력
청년시기에 남부 웨일스 지방의 실업 광부들을 위한 휴일 캠프를 운영하는 일에 참여했을 때 회심했다. 당시 절망에 차있던 실업 광부들이 싸움을 벌이는 모습에 충격받은 그는 십자가가 길이라고 확신하게 되었다.몇 해 후에 복음주의 선교단체인 학생 기독교 운동(Student Christian Movement)에서 활동하면서 선교에 대한 관심을 갖게 되었고, 1974년 은퇴할 때까지 선교사이자 1947년 성공회, 감리교회, 남인도 연합교회에 의해 시작된 성공회 교회인 남인도 교회의 주교로 목회하였다. 레슬리 주교는 진보적, 보수적, 카리스마틱 개신교, 가톨릭 교인들과 이야기가 통하는 에큐메니컬 운동가였으며, 남인도 교회 주교로 목회할 때에는 사람들과의 만남을 중요하게 여겨 외딴 문맹 지역의 마을들을 돌아다니면서 그 지역의 가정에서 밤을 보내기도 하고 야외에서 감사성찬례를 인도하기도 했다. 1952년에는 스위스 제네바에서 칼 바르트, 에밀 브루너, 라인홀드 니버 같은 유명한 개신교 신학자들과 교류하기도 하였다. 다원주의는 거부하지만 부분적 수용주의자이다.

## 저서
주요 저서로는 《현대 서구 문화와 기독교》(대한기독교서회), 《다원주의 사회에서의 복음》(The Gospel in a Pluralist Society, IVP),《선교신학개요》(한국신학연구소), 《A Word in Season》(Eerdmans), 《Truth and Authority in Modernity》(Trinity Press Int´l) 등이 있다.

## 같이 보기
- 선교학
- 교회론
- 신학